# 嵐優子
嵐 優子（あらし ゆうこ、1984年9月17日 - ）は、日本のタレント、モデル。所属事務所は松竹芸能。本名:大隣 優子（旧姓:厚地）。

## 人物・来歴
- 兵庫県出身。
- 趣味は映画鑑賞と料理作り、特技は水泳とダイエット。
- 好きな色は白・水色。
- 好きな数字は「6」。
- ほどよいバストと小尻で「あまりやったことない」グラビアでも輝きを放つ。
- 自宅では毎日、お風呂とトイレの掃除を欠かさない。
- 衣装で使ったエプロンは「おうちでいつも着てる」愛用品とのこと。
- 2011年11月22日、プロ野球・福岡ソフトバンクホークスの大隣憲司投手と同年9月14日に入籍したことを公表した。

## 出演

### ドラマ
- 関西テレビ「ソードブル」ゲスト主演 - 家巣役（2007年1月）
- ABC放送「学問のススメ」（2007年）

### 映画
- 「駅で化粧をする理由」 - 町井綾役（2007年秋公開）
- 「AWADANCE」

### テレビ番組
- ABCテレビ「ごきげん!ブランニュ」カバーガール3代目（2006年夏）
- 毎日放送「おでかけ!」奈良・三重・長崎放送「MAXハニー」レギュラー出演中（2006年5月〜）
- CATV「ねっとわーくPLUS」 リポーター　レギュラー出演中（2006年〜）
- CATV「明日どこ行こ」リポーター
- CATV「ごはんの缶詰」グルメリポーター
- 泉佐野テレビ　リポーター（2007年〜）
- ABCテレビ 特番「千鳥パーティー！夏じゃ！美女じゃ！ウハウハじゃ！」
- テレビ東京「イツザイ」 - 2008年8月30日〜9月『ドS女優オーディション』

### インターネット番組
- ニコニコ動画 アイパイ★ちゃんねる 「嵐を呼ぶ坪！」 - メインMC （2009年6月11日〜）

同じ事務所の坪木菜果と共にメインMCを勤める。本人初の冠番組。台本らしい台本が無いので全てガチンコ生放送をフリートークでこなす。
- ニコニコ動画 FX48  - サブMC （2011年10月21日）

一般女性がチームに分かれ実際の為替相場でFXトレーディングをして投資成績を競う新しいタイプのFX番組「FX48（FXフォーティーエイト）」のMCを齊藤トモラニと共に勤める。8000人強の視聴者を獲得する名司会ぶりを発揮。

### 雑誌
- 週刊プレイボーイ
- メルちょゲッタ！
- 関西じゃらん
- Styler
- 週刊SPA!
- Ray ヘアーモデル
- 旅え〜る
- GOLF TODAY
- Goo WORLD
- 情報誌「ぐるぽん」

### TV‧CM
- マイカル桑名
- 毎日放送 大塚製薬インフォマーシャル